# Nova Bila
Nova Bila je naseljeno mjesto u općini Travnik, Federacija Bosne i Hercegovine, BiH.

## Stanovništvo

### 1991.
Nacionalni sastav stanovništva 1991. godine, bio je sljedeći:
ukupno: 770
- Hrvati – 600 (77,92 %)
- Muslimani – 71 (9,22 %)
- Srbi – 49 (6,36 %)
- Jugoslaveni – 36 (4,68 %)
- ostali, neopredijeljeni i nepoznato – 14 (1,82 %)

### 2013.
Nacionalni sastav stanovništva 2013. godine, bio je sljedeći:
ukupno: 692
- Hrvati – 679 (98,12 %)
- Bošnjaci – 3 (0,43 %)
- Srbi – 3 (0,43 %)
- ostali, neopredijeljeni i nepoznato – 7 (1,01 %)

## Poznate osobe
- Darko Bajo, košarkaš
- Nikola Lovrinović, političar, povjesničar i kulturni djelatnik

## Šport
- NK Nova Bila, nogometni klub
- RK Nova Bila, rukometni klub
- JK Nova Bila, judo klub
- KK "Slavko Pendeš", karate klub[3]

## Vanjske poveznice
- Župa Nova Bila  Arhivirana inačica izvorne stranice od 25. lipnja 2013. (Wayback Machine)
- Portal NovaBila.info